# Alfonso Mora
Alfonso Gonzalez-Mora, né le 23 mai 1964 à Washington, est un ancien joueur de tennis vénézuélien.
Il compte deux titres ATP en double à son actifs et trois tournois Challenger : Lagos et Jérusalem en 1989 et Manaus en 1990.
Il a joué pour l'Université du Maryland de 1984 à 1987 et a obtenu un diplôme d'économie. Il réside à Miami. Il a deux frères : Antonio (journaliste tv) et Jorge (homme d'affaires). Il s'est marié en 1994 avec la présentatrice de télévision et top-modèle Maite Delgado.

## Palmarès

### Titres en double messieurs
| No | Date       | Nom et lieu du tournoi | Catégorie    | Dotation  | Surface         | Partenaire    | Finalistes                        | Score         |  |
| -- | ---------- | ---------------------- | ------------ | --------- | --------------- | ------------- | --------------------------------- | ------------- |  |
| 1  | 22-10-1990 | Philips Open São Paulo | World Series | 125 000 $ | Moquette (ext.) | Shelby Cannon | Mark Koevermans Luiz Mattar       | 6-7, 6-3, 7-6 |  |
| 2  | 17-06-1991 | IP Cup Gênes           | World Series | 225 000 $ | Terre (ext.)    | Marcos Górriz | Massimo Ardinghi Massimo Boscatto | 5-7, 7-5, 6-3 |  |

### Finale en double messieurs
| No | Date       | Nom et lieu du tournoi                      | Catégorie    | Dotation  | Surface    | Vainqueurs             | Partenaire | Score    |  |
| -- | ---------- | ------------------------------------------- | ------------ | --------- | ---------- | ---------------------- | ---------- | -------- |  |
| 1  | 02-04-1990 | Prudential-Bache Securities Classic Orlando | World Series | 225 000 $ | Dur (ext.) | Scott Davis David Pate | Brian Page | 6-3, 7-5 |  |